# ヴァン・マーイフアン
文梅香（ヴァン・マーイフアン、國語字：Văn Mai Hương、1994年9月27日 - ）は、ベトナムの歌手。2010年、『ベトナム・アイドル』のシーズン3の準優勝賞を受賞した。

## ディスコグラフィ

### アルバム
- 『笑いましょう』Hãy mỉm cười（2011年）
- 『18プラス』Mười tám +（2013年）
- 『香／フアン』Hương（2021年）

### コンパクト盤
- 『あなたが来たら』Nếu như anh đến（2011年）

## 受賞歴
| 年     | 授賞式                      | 賞                       | 結果       |
| ------ | --------------------------- | ------------------------ | ---------- |
| 2014年 | 第8回ホーチミン市テレビ大賞 | 最も愛されている女性歌手 | 受賞       |
| 2016年 | 第11回ベトナム献身音楽大賞  | MUSIC VIDEO OF THE YEAR  | ノミネート |